# ۶-بنزیل‌آمینوپورین
۶-بنزیل‌آمینوپورین (به انگلیسی: 6-Benzylaminopurine) با فرمول شیمیایی C۱۲H۱۱N۵ یک ترکیب شیمیایی با شناسه پاب‌کم ۶۲۳۸۹ است. که جرم مولی آن ۲۲۵٫۲۴۹۲۴ g/mol می‌باشد. شکل ظاهری این ترکیب، پودر سفید است. ۶-بنزیل‌آمینوپورین یکی از سیتوکینین های شناخته شده است که دارای اثرات مختلفی می‌باشد که مهمترین آن تقسیم سلولی است. سیتوکینین‌ها به‌طور عمده در مریستم‌های انتهایی ریشه، گل آذین‌ها ومیوه‌های در حال رشد ساخته می‌شوند.